# Композиція «Корчагінський похід триває»
Корча́гінський похі́д трива́є (рос. Корчагинский поход продолжается) — архітектурна композиція в місті Волгодонськ, Ростовська область, складається з фонтану і скульптурної групи. Є об'єктом культурної спадщини місцевого значення.

## Опис
У першій половині 80-х на Комсомольській площі передбачалося обладнання технологічного резервуара для охолодження води кондиціонерів в кінотеатрі. До початку роботи кінотеатру скульптор В. П. Поляків і архітектор А. Е. Фролов переробили його в декоративний фонтан. Поряд з однією з його менших сторін, у центрі двох піднесених наглядової доріжок з округлою оглядовим майданчиком, на кам'яному подіумі знаходиться 12-метрова скульптурна композиція «Корчагинский похід триває», присвячена молодим будівельникам «Атоммаша».
Оглядаючи композицію по колу, можна побачити корчагинца в будьонівці, у великій шинелі, з киркою через плече; електрозварника; геодезистку. Скульптури розставлені по спіралі, підносячись до центру. Нагорі композиції будівельник з реющим прапором у руках. На одній із сторін постаменту вигравірувані назви комсомольських народних будівництв СРСР: «Комсомольськ-на-Амурі», «Дніпрогес», «Магнітка», «Турксиб», «Цілина», КАМАЗ, «Атоммаш», ЦЕНТР.
У жовтні 2005 року була проведена реконструкція фонтану на благодійні средства.